# Xã Kellogg, Quận Jasper, Iowa
Xã Kellogg (tiếng Anh: Kellogg Township) là một xã thuộc quận Jasper, tiểu bang Iowa, Hoa Kỳ. Năm 2010, dân số của xã này là 1.114 người.